# România la Cupa Mondială de Rugby

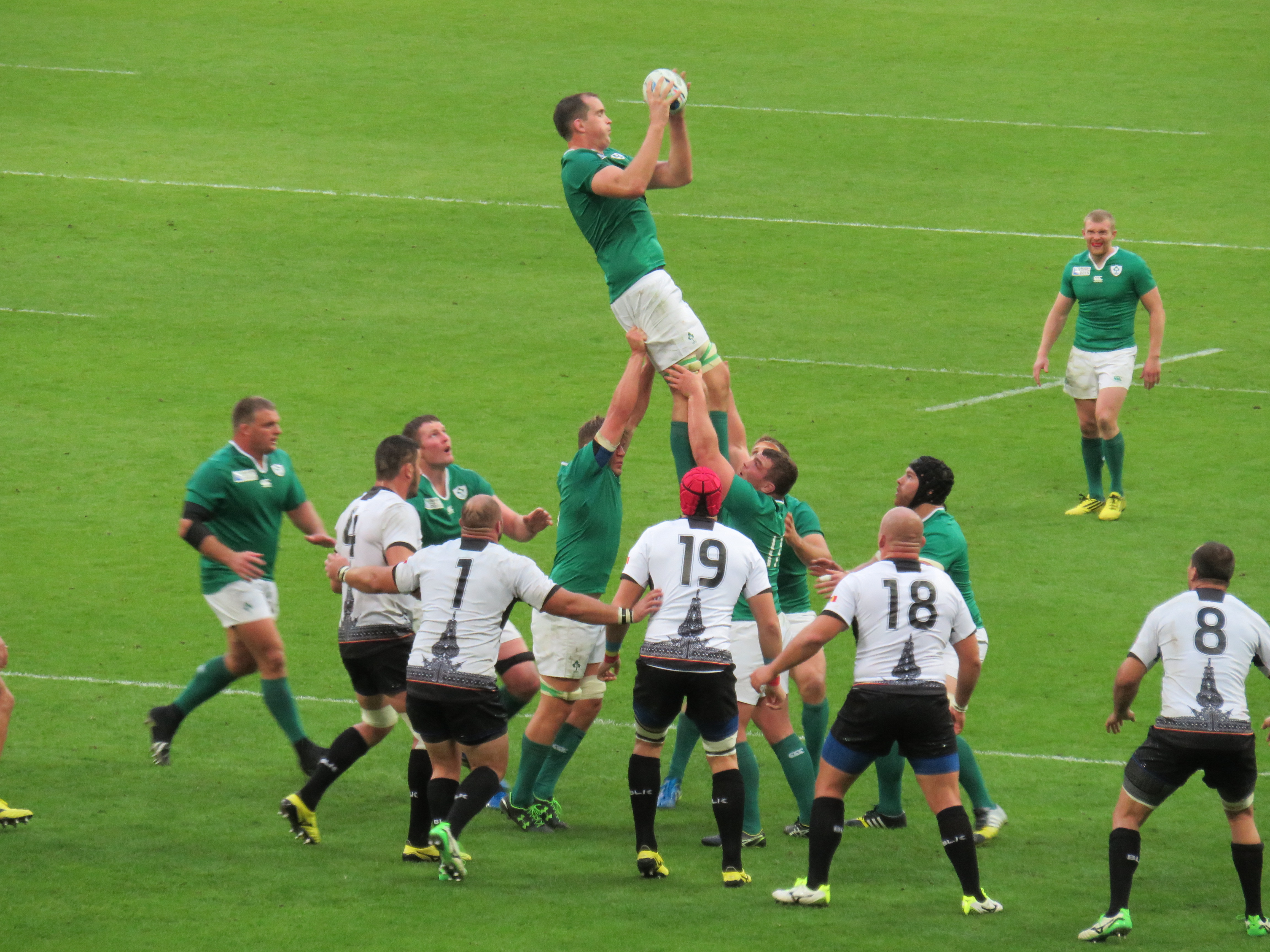
România (în tricou alb) înfruntă Irlanda în Cupa Mondială de Rugby din 2015

România este una dintre cele douăsprezece țări care au fost prezente întotdeauna la Cupa Mondială de Rugby, cu excepția ediției din 2019, din Japonia.
“Facând parte din cele mai frumoase amintiri pe care un sportiv le poate avea, Cupa Mondială de Rugby este un vis care mie personal mi s-a îndeplinit de trei ori. Acest mare eveniment a fost și este catalizatorul rugbyului profesionist. Personal, participând la primele trei ediții ale Cupei Mondiale, am multe amintiri care vor rămâne pentru toată viața foarte prezente în memoria mea.” – spune Adrian Lungu, deținătorul recordului de selecții în echipa națională a României și participant la edițiile Cupei Mondiale din 1987, 1991 și 1995.  
Tiberiu Brânză, component de bază al echipei naționale din 1995, spune că: “O Cupă Mondială este un moment de împlinire în cariera oricărui sportiv. Este ocazia de a-ți practica sportul preferat la cel mai înalt nivel, de a întâlni sportivi de excepție și de a te confrunta cu echipe din toate orizonturile, într-o ambianță care transcende limitele sportului.”

## Cupa Mondială de Rugby din 1987

### Rezultate
România a evoluat în grup D.
| Team     | J | C | E | Î | PF  | PÎ  | Pt |
| -------- | - | - | - | - | --- | --- | -- |
| Franța   | 3 | 2 | 1 | 0 | 145 | 44  | 5  |
| Scoția   | 3 | 2 | 1 | 0 | 135 | 69  | 5  |
| România  | 3 | 1 | 0 | 2 | 61  | 130 | 2  |
| Zimbabwe | 3 | 0 | 0 | 3 | 53  | 151 | 0  |

### Clasamentul marcatorilor
1. Dumitru Alexandru – 20 puncte
2. Romeo Bezușcu – 12 puncte
3. Florică Murariu – 8 puncte
4. Marcel Toader – 8 puncte
5. Vasile Ion – 5 puncte
6. Liviu Hodorcă – 4 puncte
7. Mircea Paraschiv – 4 puncte

### Meciuri
Antrenori: Mihai Naca (principal), Mircea Paraschiv și Gheorghe Dumitru (antrenori-jucători).

#### România – Zimbabwe 21-20,23 mai, Eden Park,Auckland
România: 1. Ioan Bucan, 2. Emilian Grigore, 3. Gheorghe Leonte, 4. Laurențiu Constantin, 5. Ștefan Constantin, 6. Haralambie Dumitraș, 7. Florică Murariu, 8. Cristian Răducanu, 9. Mircea Paraschiv, 10. Dumitru Alexandru, 11. Adrian Lungu, 12. Ștefan Tofan, 13. Vasile David; 14. Alexandru Marin, 15. Marcel Toader. Au mai jucat: Liviu Hodorcă; Vasile Ion. Au marcat: Liviu Hodorcă (eseu), Mircea Paraschiv (eseu), Marcel Toader (eseu), Dumitru Alexandru (3 lovituri de pedeapsă)
Zimbabwe: 1. George Elcombe, 2. Lance Bray, 3. Andy Tucker, 4. Malcolm Swayer, 5. Michael Martin, 6. Rod Gray, 7. Dirk Buitendag, 8. Mark Neill, 9. Malcolm Jellicoe, 10. Craig Brown, 11. Eric Barrett, 12. Kevin Graham, 13. Richard Tsimba, 14. Peter Kaulbach, 15. Andrew Ferreira. Au mai jucat: 16. Andre Buitendag în locul lui Richard Tsimba. Au marcat: Richard Tsimba (2 eseuri), Mark Neill (eseu), Andrew Ferreira (2 lovituri de pedeapsă)

#### România – Franța 12-55,28 mai, Athletic Park,Wellington
România: 1. Vasile Pascu, 2. Vasile Ilcă, 3. Florin Opriș, 4. Nicolae Vereș, 5. Laurențiu Constantin, 6. Emilian Necula, 7. Gheorghe Dumitru, 8. Cristian Raducanu, 9. Mircea Paraschiv, 10. Romeo Bezușcu, 11. Adrian Lungu, 12. Vasile David, 13. Ștefan Tofan, 14. Marcel Toader, 15. Vasile Ion. A mai jucat: Emilian Grigore. Au marcat: Romeo Bezușcu (4 lovituri de pedeapsă)
Franța: 1. Louis Armary, 2. Philippe Dintrans, 3. Jean-Pierre Garuet, 4. Francis Haget, 5. Jean Condom, 6. Eric Champ, 7. Alain Carminati, 8. Dominique Erbani, 9. Pierre Berbizier, 10. Guy Laporte, 11. Marc Andrieu, 12. Denis Charvet, 13. Philippe Sella, 14. Patrice Lagisquet, 15. Serge Blanco. Au mai jucat: Didier Camberabero. Au marcat: Denis Charvet (2 eseuri), Patrice Lagisquet (2 eseuri), Marc Andrieu (eseu), Didier Camberabero (eseu), Dominique Erbani (eseu), Guy Laporte (eseu), Philippe Sella (eseu), Guy Laporte (8 transformari, 1 lovitură de pedeapsă)

#### România – Scoția 28-55,2 iunie, Carisbrook Stadium,Dunedin
România: 1. Ioan Bucan, 2. Emilian Grigore, 3. Gheorghe Leonte, 4. Ștefan Constantin, 5. Laurențiu Constantin, 6. Florică Murariu, 7. Haralambie Dumitraș, 8. Cristian Răducanu 9. Mircea Paraschiv, 10. Dumitru Alexandru, 11. Marcel Toader, 12. Ștefan Tofan, 13. Adrian Lungu, 14. Adrian Pilotschi, 15. Vasile Ion. A mai jucat: Gheorghe Dumitru. Au marcat: Florică Murariu ( 2 eseuri), Marcel Toader (eseu), Dumitru Alexandru (1 transformare, 3 lovituri de pedeapsă), Vasile Ion (1 transformare, 1 lovitură de pedeapsă)
Scoția: 1. David Sole, 2. Colin Deans, 3. Norrie Rowan, 4. Derek White, 5. Alan Tomes, 6. John Jeffrey, 7. Finlay Calder, 8. Iain Paxton, 9. Roy Laidlaw, 10. Doug Wyllie, 11. Iwan Tukalo, 12. Scott Hastings, 13. Alan Tait, 14. Matt Duncan, 15. Gavin Hastings. Au mai jucat: Gary Callander, Alex Brewster, Hunter Oliver, Peter Dods. Au marcat: Gavin Hastings (2 eseuri, 8 transformări, 1 lovitură de pedeapsă), John Jeffrey (3 eseuri), Alan Tait (2 eseuri), Matt Duncan (eseu), Iwan Tukalo (eseu)

## Cupa Mondială de Rugby din 1991

### Rezultate
România a evoluat în grup D.
| Team    | J | C | E | Î | PF | PÎ | Pt |
| ------- | - | - | - | - | -- | -- | -- |
| Franța  | 3 | 3 | 0 | 0 | 82 | 25 | 9  |
| Canada  | 3 | 2 | 0 | 1 | 45 | 33 | 7  |
| România | 3 | 1 | 0 | 2 | 31 | 64 | 5  |
| Fiji    | 3 | 0 | 0 | 3 | 27 | 63 | 3  |

### Clasamentul marcatorilor
1. Neculai Nichitean – 9 puncte
2. Cătălin Sasu – 8 puncte
3. Haralambie Dumitraș – 4 puncte
4. Gheorghe Ion – 4 puncte
5. Adrian Lungu – 4 puncte
6. Nicolae Răcean – 2 puncte

### Meciuri
Antrenori: Peter Ianusevici, Ross Cooper

#### România – Franța 3-30,4 octombrie, Stade de la Méditerranée,Béziers
România:
1. Gheorghe Leonte, 2. Gheorghe Ion, 3. Constantin Stan, 4. Sandu Ciorăscu, 5. Constantin Cojocariu, 6. Gheorghe Dinu, 7. Haralambie Dumitraș, 8. Andrei Gurănescu, 9. Daniel Neaga, 10. Neculai Nichitean, 11. Nicolae Răcean, 12. George Sava, 13. Adrian Lungu, 14. Cătălin Sasu, 15. Marian Dumitru
A marcat: Neculai Nichitean (lovitură de pedeapsă)
Franța:
1. Gregoire Lascube, 2. Philippe Marocco, 3. Pascal Ondarts, 4. Jean-Marie Cadieu, 5. Olivier Roumat, 6. Eric Champ, 7. Abdelatif Benazzi, 8. Laurent Cabannes, 9. Fabien Galthie, 10. Didier Camberabero, 11. Patrice Lagisquet, 12. Franck Mesnel, 13. Thierry Lacroix, 14. Philippe Saint-Andre, 15. Serge Blanco
A mai jucat: Jean-Baptiste Lafond
Au marcat: Eseu de penalizare, Jean-Baptiste Lafond (eseu), Olivier Roumat (eseu), Philippe Saint-Andre (eseu), Didier Camberabero (1 transformare, 4 lovituri de pedeapsă)

#### România – Canada 11-19,9 octombrie, Stade Municipal,Toulouse
România:
1. Gheorghe Leonte, 2. Gheorghe Ion, 3. Constantin Stan, 4. Sandu Ciorăascu, 5. Constantin Cojocariu, 6. Gheorghe Dinu, 7. Haralambie Dumitraș, 8. Ion Doja, 9. Daniel Neaga, 10. Neculai Nichitean, 11. Nicolae Răcean, 12. Nicolae Fulina, 13. Adrian Lungu, 14. Cătălin Sasu, 15. Marian Dumitru
Au mai jucat: Tiberiu Brînză, George Sava, Gabriel Vlad
Au jucat: Adrian Lungu (eseu), Cătălin Sasu (eseu), Neculai Nichitean (lovitură de pedeapsă)
Canada:
1. Eddie Evans, 2. Karl Svoboda, 3. Dan Jackart, 4. Ron van den Brink, 5. Norm Hadley, 6. Bruce Breen, 7. Glen Ennis, 8. Gordon MacKinnon, 9. John Graf, 10. Gareth Rees, 11. Scott Stewart, 12. John Lecky, 13. Christian Stewart, 14. Pat Palmer, 15. Mark Wyatt
Au marcat: Glen Ennis (eseu), Gordon MacKinnon (eseu) Mark Wyatt (transformare, 2 lovituri de pedeapsă), Gareth Rees (drop-gol)

#### România – Fiji: 17-15,12 octombrie, Stade Municipal,Brive-la-Gaillarde
România: 
1. Constantin Stan, 2. Gheorghe Ion, 3. Gabriel Vlad, 4. Sandu Ciorăscu, 5. Constantin Cojocariu, 6. Gheorghe Dinu, 7. Haralambie Dumitraș, 8. Nicolae Marin, 9. Daniel Neaga, 10. Neculai Nichitean, 11. Lucian Colceriu, 12. Nicolae Fulina, 13. Adrian Lungu, 14. Cătălin Sasu, 15. Nicolae Răcean
A mai jucat: Ilie Ivanciuc
Au marcat: Haralambie Dumitraș (eseu), Gheorghe Ion (eseu), Cătălin Sasu (eseu), Nicolae Răcean (transformare), Neculai Nichitean (lovituri de pedeapsă)
Fiji:
1. Peni Volavola, 2. Dranivesi Baleiwai, 3. Naibuka Vuli, 4. Ilaitia Savai, 5. Aisake Nadolo, 6. Ifereimi Tawake, 7. Max Olsson, 8. Aliferreti Dere, 9. Pauliasi Tabulutu, 10. Tomasi Rabaka, 11. Tevita Vonolagi, 12. Kalaveti Naisoro, 13. Noa Nadruku, 14. Filimoni Seru, 15. Opeti Turuva
Au mai jucat: Epeli Naituivau, Pita Naruma
Au marcat: Opeti Turuva (2 lovituri de pedeapsa, 1 dropgol), Tomasi Rabaka (2 drop-goluri)

## Cupa Mondială de Rugby din 1995
Antrenori: Mircea Paraschiv și Constantin Fugigi
Clasamentul marcatorilor români:
1.Ilie Ivanciuc – 6 puncte
2.Andrei Gurănescu – 5 puncte
3.Neculai  Nichitean – 3 puncte

### România – Canada: 3-34,26 mai, Boet Erasmus Stadium,Port Elisabeth
România: 
1. Gheorghe Leonte, 2. Ionel Negreci, 3. Gabriel Vlad, 4. Sandu Ciorascu, 5. Constantin Cojocariu, 6. Traian Oroian, 7. Alexandru Gealapu, 8. Ovidiu Slusariuc, 9. Daniel Neaga, 10. Neculai Nichitean, 11. Ionel Rotaru, 12. Romeo Gontineac, 13. Nicolae Racean, 14. Lucian Colceriu, 15. Gheorghe Solomie.
A marcat: Neculai Nichitean (lovitură de pedeapsă)
Canada:
1. Eddie Evans, 2. Mark Cardinal, 3. Rod Snow, 4. Glen Ennis, 5. Mike James, 6. Al Charron, 7. Ian Gordon, 8. Colin McKenzie, 9. John Graf, 10. Gareth Rees, 11. David Lougheed, 12. Steve Gray, 13. Christian Stewart, 14. Winston Stanley, 15. Scott Stewart
Au marcat: Al Charron (eseu), Colin McKenzie (eseu), Rod Snow (eseu), Gareth Rees (2 transformări, 4 lovituri de pedeapsă, 1 drop-gol)

### România – Africa de Sud: 8-21,30 mai, Newlands Stadium,Cape Town
România: 
1. Gheorghe Leonte, 2. Ionel Negreci, 3. Gabriel Vlad, 4. Sandu Ciorăscu, 5. Constantin Cojocariu, 6. Traian Oroian, 7. Alexandru Gealapu, 8. Ovidiu Slușariuc, 9. Daniel Neaga, 10. Neculai Nichitean, 11. Ionel Rotaru, 12. Romeo Gontineac, 13. Nicolae Răcean, 14. Lucian Colceriu, 15. Gheorghe Solomie
Au mai jucat: Andrei Gurănescu, Vasile Flutur, Vasile Brici
Au marcat: Andrei Gurănescu (eseu), Ilie Ivanciuc (lovitură de pedeapsă)
Africa de Sud:
1. Garry Pagel, 2. Chris Rossouw, 3. Marius Hurter, 4. Kobus Wiese, 5. Krynauw Otto, 6. Ruben Kruger, 7. Robbie Brink, 8. Adriaan Richter, 9. Johan Roux, 10. Hennie le Roux, 11. Pieter Hendriks, 12. Brendan Venter, 13. Chris Scholtz, 14. James Small, 15. Gavin Johnson
A mai jucat: Joel Stransky
Au marcat: Adriaan Richter (2 eseuri) Gavin Johnson (1 transformare, 3 lovituri de pedeapsă)

### România – Australia: 3-42,3 iunie, Dannie Craven Stadium,Stellenbosch
România: 
1. Gheorghe Leonte, 2. Ionel Negreci, 3. Gabriel Vlad, 4. Sandu Ciorăscu, 5. Constantin Cojocariu, 6. Andrei Gurănescu, 7. Alexandru Gealapu, 8. Tiberiu Brînza, 9. Vasile Flutur, 10. Ilie Ivanciuc, 11. Gheorghe Solomie, 12. Romeo Gontineac, 13. Nicolae Racean, 14. Lucian Colceriu, 15. Vasile Brici
Au mai jucat: Valere Tufă, Adrian Lungu
A marcat: Ilie Ivanciuc (drop-gol)
Australia:
1. Tony Daly, 2. Michael Foley, 3. Ewen McKenzie, 4. Rod McCall, 5. John Eales, 6. Ilie Tabua, 7. David Wilson, 8. Tim Gavin, 9. George Gregan, 10. Scott Bowen, 11. Joe Roff, 12. Tim Horan, 13. Daniel Herbert, 14. Damien Smith, 15. Matt Burke
Au mai jucat: Daniel Manu, Matt Pini, Peter Slattery
Au marcat: Joe Roff (2 eseuri), Matt Burke (eseu, 2 transformări), Michael Foley (eseu), Damien Smith (eseu), David Wilson (eseu), John Eales (4 transfomări)
„Tiberiu Brînză: “Am avut șansa să particip la trei cupe mondiale, dar cea care m-a marcat mai mult a fost CM din Africa Sud in 1995. Africa de Sud este o țară în care rugby-ul reprezintă o tradiție și majoritatea populației este pasionată de acest sport. Este o  senzație extraordinară când vezi cât poți să fii de apreciat ca rugbyst în această parte a lumii și asta indiferent din care echipă faci parte. Bineințeles că performanța și victoria contează dar și mai important este să te dăruiești pe teren, să transformi jocul în spectacol și să-ți reprezinți țara cu demnitate și onoare. O emoție extraordinară într-o astfel de competiție este momentul imnurilor naționale când într-un stadion plin și o atmosferă efervescentă  inima-ți sare din piept și te trec fiori din cap până-n picioare.””
„Romeo Gontineac: “In 1995 aveam doar 21 de ani, eram de doar câteva luni în echipa națională și mare surpriză am avut când am descoperit acest meleag al Africii care mirosea a rugby înainte chiar de aterizare!! După o pregatire îndelungată cu Mircea Paraschiv și Constantin Fugigi, încadrați de nea Teo Rădulescu, obiectivul nostru era să batem Canada, eșuând însă în cele din urmă! De neuitat este însă performanța României contra Africii de Sud, doar 8-21 am pierdut. Eram alături de jucători ce îmi dadeau mare încredere: Răcean, Ciorascu, Nichitean, Gurănescu,  etc!! A fost Cupa Mondială unde pentru prima data țara gazdă a reunit toate echipele la festivitatea de deschidere (un prânz împreuna cu Jonah Lomu) și unde se descoperea profesionismul (de tarile europene). Ce țară, ce rugby!!!””
„Adrian Lungu: “Cupa Mondială nu este doar o simplă confruntare între marile națiuni ale acestui sport ci și un schimb important de cultură și mentalitate. Îmi aduc aminte că în Africa de Sud am vizitat cea mai veche mină de aur din Johanesburg. Cu 8 ani înainte, în Noua Zeelandă, vizitasem un trib maori, unde m-au impresionat tradițiile și obiceiurile lor. La ambele Cupe Mondiale din Emisfera Sudică am rămas plăcut surprins de «fanatismul» creat în sensul bun al cuvântului. Aveam mulți spectactori chiar și la antrenamente, ne cereau autografe, poze, voiau să vorbească cu noi și să ne descopere ca oameni. Toate acestea erau un stimulent și o motivare suplimentară de a te dărui pe teren la maxim.“”

## Cupa Mondială de Rugby din 1999
Antrenori: Mircea Paraschiv (principal) Alexandru Achim (secund)
Clasamentul marcatorilor români:
1.Petre Mitu – 25 puncte
2.Gheorghe Solomie – 10 puncte
3.Tudor Constantin – 5 puncte
Alin Petrache  – 5 puncte
Cristian Săuan – 5 puncte

### România – Australia: 9-57,3 octombrie, Ravenhill Stadium,Belfast
România: 
1. Constantin Stan, 2. Petru Bălan, 3. Laurențiu Rotaru, 4. Tiberiu Brînză, 5. Ovidiu Slușariuc, 6. Alin Petrache, 7. Erdinci Septar, 8. Cătălin Drăguceanu, 9. Petre Mitu, 10. Lucien Vusec, 11. Gheorghe Solomie, 12. Romeo Gontineac, 13. Gabriel Brezoianu, 14. Cristian Săuan, 15. Mihai Vioreanu
Au mai jucat: Florin Corodeanu, Daniel Chiriac, Dragoș Nicolae, Răzvan Mavrodin
A marcat: Petre Mitu (3 lovituri de pedeapsă)
Australia:
1. Richard Harry, 2. Phil Kearns, 3. Andrew Blades, 4. David Giffin, 5. John Eales, 6. Owen Finegan, 7. David Wilson, 8. Toutai Kefu, 9. George Gregan, 10. Rod Kafer, 11. Jason Little, 12. Tim Horan, 13. Daniel Herbert, 14. Ben Tune, 15. Matt Burke
Au mai jucat: Joe Roff, Nathan Grey, Chris Whitaker, Tiaan Strauss, Dan Crowley, Jeremy Paul, Mark Connors
Au marcat: Toutai Kefu (3 eseuri), Joe Roff (2 eseuri), Matt Burke (eseu), Tim Horan (eseu), Jason Little (eseu), Jeremy Paul (eseu), Matt Burke (5 transfomări), John Eales (1 transformare)

### România – SUA: 27-25, 9 octombrie, Lansdowne Road,Dublin
România: 
1. Răzvan Mavrodin, 2. Petru Bălan, 3. Constantin Stan, 4. Tiberiu Brînză, 5. Tudor Constantin, 6. Alin Petrache, 7. Erdinci Septar, 8. Cătălin Drăguceanu, 9. Petre Mitu, 10. Lucien Vusec, 11. Gheorghe Solomie, 12. Romeo Gontineac, 13. Gabriel Brezoianu, 14. Cristian Săuan, 15. Mihai Vioreanu
Au mai jucat: Florin Corodeanu, Dragoș Dima, Daniel Chiriac
Au marcat: Gheorghe Solomie (2 eseuri), Tudor Constantin (eseu), Alin Petrache (eseu), Petre Mitu (2 transformări, 1 lovitură de pedepasă) 
SUA:
1. George Sucher, 2. Tom Billups, 3. Ray Lehner, 4. Luke Gross, 5. Alec Parker, 6. Dan Lyle, 7. Tasi Mo'unga, 8. Rob Lumkong, 9. Kevin Dalzell, 10. David Niu, 11. Brian Hightower, 12. Mark Scharrenberg, 13. Juan Grobler, 14. Vaea Anitoni, 15. Kurt Shuman
Au mai jucat: Joe Clayton, Tomasi Takau, Shaun Paga, Dave Hodges, Richard Tardits, Kirk Khasigian
Au marcat: Brian Hightower (eseu), Dan Lyle (eseu), Kurt Shuman (eseu) Kevin Dalzell (2 transformări, 2 lovituri de pedeapsă)

### România – Irlanda: 14-44,9 octombrie, Lansdowne Road,Dublin
România: 
1. Răzvan Mavrodin, 2. Petru Bălan, 3. Constantin Stan, 4. Tudor Constantin, 5. Tiberiu Brînză, 6. Alin Petrache, 7. Erdinci Septar, 8. Cătălin Drăguceanu, 9. Petre Mitu, 10. Lucien Vusec, 11. Gheorghe Solomie, 12. Romeo Gontineac, 13. Gabriel Brezoianu, 14. Cristian Sauan, 15. Mihai Vioreanu
Au mai jucat: Florin Corodeanu, Daniel Chiriac, Dragoș Nicolae, Laurențiu Rotaru, Ionuț Tofan, Radu Fugigi, Marius Iacob 
Au marcat: Cristian Săuan (eseu), Petre Mitu (3 lovituri de pedeapsă)
Irlanda:
1. Justin Fitzpatrick (Dungannon), 2. Ross Nesdale (Newcastle), 3. Paul Wallace (Saracens), 4. Paddy Johns (Dungannon), 5. Malcolm O'Kelly (St Mary's Col.), 6. Andy Ward (Ballynahinch), 7. Kieron Dawson (London Irish), 8. Dion O'Cuinneagain, 9. Tom Tierney, 10. Eric Elwood, 11. Matthew Mostyn, 12. Mike Mullins, 13. Jonathan Bell, 14. Jimmy Topping, 15. Conor O'Shea
Au mai jucat: Gordon D'Arcy, Brian O'Driscoll, Brian O'Meara, Alan Quinlan, Jeremy Davidson, Angus McKeen, . Keith Wood
Au marcat: Conor O'Shea (2 eseuri), Dion O'Cuinneagain (eseu), Tom Tierney (eseu), Andy Ward (eseu), Eric Elwood (5 transformări, 2 lovituri de pedeapsă), Brian O'Driscoll (drop-gol). 
„Romeo Gontineac: „În 1999 eram deja un lider al echipei, vice-căpitan și căpitan cu Australia (Tudor Constantin era accidentat), prima performanță a fost pregătirea fizică îmrepună ci sensei Florentin Marinescu, om super..., și antrenori John Philiphs, Mircea Paraschiv și Constantin Fugigi. O mare și frumoasă victorie a României împotriva Statelor Unite, cu mare stres și frică la sfarșitul meciului!! Placaje în ultima secundă și dăruire mare din partea tuturor jucătorilor - Vioreanu, Petrache, Tudor Constantin. În rest am întâlnit ....spuma rugbyului  la acest nivel!! De neuitat au fost și meciurile de calificare contra Irlandei (am marcat 5 eseuri irlandezilor) și Georgiei!””

## Cupa Mondială de Rugby din 2003
Antrenori: Bernard Charreyre (principal) și Haralambie Dumitraș, George Sava (secunzi)
Clasamentul marcatorilor români:
1.Ionuț Tofan – 23 puncte
2. Valentin Maftei – 5 puncte
Petrișor Toderașc – 5 puncte
Augustin Petrichei – 5 puncte
Lucian Sîrbu – 5 puncte
George Chiriac – 5 puncte
Ioan Teodorescu – 5 puncte
Cristian Săuan – 5 puncte
3. Iulian Andrei – 2 puncte

### România – Irlanda: 17-45,11 octombrie, Central Coast Stadium,Gosford
România: 1. Petru Bălan, 2. Răzvan Mavrodin, 3. Marcel Socaciu, 4. Sorin Socol, 5. Augustin Petrichei, 6. George Chiriac, 7. Ovidiu Tonița, 8. Cristian Petre, 9. Lucian Sîrbu, 10. Ionuț Tofan, 11. Gabriel Brezoianu, 12. Romeo Gontineac, 13. Valentin Maftei, 14. Cristian Săuan, 15. Dan Dumbravă. Au mai jucat: Petrișor Toderasc, Cezar Popescu, Alexandru Tudori, Marius Niculai, Iulian Andrei, Ioan Teodorescu, Mihai Vioreanu. Au marcat: Eseu de penalizare, Valentin Maftei (eseu), Ionuț Tofan (1 transformare, 1 lovitură de pedeapsă), Iulian Andrei (transformare)
Irlanda: 1. Reggie Corrigan, 2. Keith Wood (cpt), 3. Marcus Horgan, 4. Malcolm O’Kelly, 5. Paul O’Connell, 6. Victor Costello, 7. Keith Gleeson, 8. Anthony Foley, 9. Peter Stringer, 10. David Humphreys, 11. Denis Hickie, 12. Brian O’Driscoll, 13. Kevin Maggs, 14. Shane Horgan, 15. Girvan Dempsey. Au mai jucat: Shane Byrne, John Hayes, Donnacha O’Callaghan, Alan Quinlan, Guy Easterby, Ronan O’Gara, John Kelly. Au marcat: Denis Hickie (2 eseuri), Shane Horgan (eseu), Keith Wood (eseu), Victor Costello (eseu), David Humphreys (3 transformări, 4 lovituri de pedeapsă), Ronan O’Gara (1 transformare)

### România – Australia: 8-90,18 octombrie, Suncorp Stadium,Brisbane
România: 1. Silviu Florea, 2. Răzvan Mavrodin, 3. Petrișor Toderașc, 4. Sorin Socol, 5. Cristian Petre, 6. Marius Niculai, 7. Ovidiu Tonița, 8. George Chiriac, 9. Lucian Sîrbu, 10. Ionuț Tofan, 11. Gabriel Brezoianu, 12. Romeo Gontineac, 13. Valentin Maftei, 14. Cristian Săuan, 15. Dan Dumbravă. Au mai jucat: Cezar Popescu, Marcel Socaciu, Alexandru Tudori, Bogdan Tudor, Cristian Podea,  Mihai Vioreanu,  Ioan Teodorescu. Au marcat: Petrișor Toderașc (eseu), Ionuț Tofan (lovitură de pedeapsă)
Australia: 1. Alistair Baxter, 2. Brendon Cannon, 3. Bill Young, 4. Nathan Sharpe, 5. Daniel Vickerman, 6. George Smith, 7. Phil Waugh, 8. David Lyons, 9. George Gregan, 10. Steve Larkham, 11. Wendell Sailor, 12. Elton Flatley, 13. Mathew Burke, 14. Joe Roff, 15. Mat Rogers. Au mai jucat: Jeremy Paul, Ben Darwin, Justin Harrison, Matt Cockbain, Matt Giteau, Stirling Mortlock, Lote Tuqiri. Au marcat: Matt Rogers (3 eseuri), Matthew Burke (2 eseuri), Stephen Larkham (2 eseuri), Elton Flatley (1 eseu, 11 transformări, 1 lovitură de pedeapsă), Joe Roff (eseu), George Smith (eseu), Matt Giteau (eseu), Stephen Mortlock (eseu), Lote Tuqiri (eseu).

### România – Argentina: 3-50,22 octombrie, Aussie Stadium,Sydney
România: 1. Petrișor Toderașc, 2. Răzvan Mavrodin, 3. Silviu Florea, 4. Sorin Socol, 5. Cristian Petre, 6. Alexandru Tudori, 7. Ovidiu Tonița, 8. George Chiriac, 9. Lucian Sîrbu, 10. Ionuț Tofan, 11. Ioan Teodorescu, 12. Romeo Gontineac, 13. Valentin Maftei, 14. Mihai Vioreanu, 15. Gabriel Brezoianu. Au mai jucat: Paulică Ion, Cezar Popescu, Augustin Petrichei, Vasile Ghioc, Florin Tatu,  Iulian Andrei,  Cristian Săuan. A marcat: Ionuț Tofan (lovitură de pedeapsă)
Argentina: 1. Rodrigo Roncero, 2. Mario Arocena, 3. Martin Scelzo, 4. Patricio Albacete, 5. Pedro Sporleder, 6. Martin Durand, 7. Santiago Phelan, 8. Pablo Bouza, 9. Nicolas Fernandez Miranda, 10. Juan Fernandez Miranda, 11. Hernan Senillosa, 12. Manuel Contemponi, 13. Martin Gaitan, 14. Jose Nunez Piossek, 15. Juan Martin Hernandez. Au mai jucat: Federico Mendez, Omar Hasan, Rimas Alvarez, Rolando Martin, Agustin Pichot, Gonzalo Quesada, Jose Orengo. Au marcat: Juan Martin Hernandez (2 eseuri, 4 transformări, 1 lovitură de pedeapsă), Pablo Bouza (2 eseuri) Martin Gaitan (eseu), Manuel Contemponi (eseu), Nicolas Fernandez Miranda (eseu), Gonzalo Quesada (2 transformări)

### România – Namibia: 37-7,30 octombrie, York Park,Launceston
România: 1. Petru Bălan, 2. Răzvan Mavrodin, 3. Marcel Socaciu, 4. Augustin Petrichei, 5. Cristian Petre, 6. George Chiriac, 7. Ovidiu Tonița, 8. Sorin Socol , 9. Lucian Sîrbu, 10. Ionuț Tofan, 11. Gabriel Brezoianu, 12. Romeo Gontineac, 13. Valentin Maftei, 14. Ioan Teodorescu, 15. Dan Dumbravă
Au mai jucat: 16. Cezar Popescu, 17. Petrișor Toderașc, 18. Silviu Florea, 19. Alexandru Tudori, 20. Iulian Andrei,  21. Cristian Săuan, 22. Mihai Vioreanu. Au marcat: Ioan Teodorescu (eseu), Lucian Sîrbu (eseu), Augustin Petrichei (eseu), George Chiriac (eseu), Cristian Săuan (eseu), Ionuț Tofan (3 transformări, 2 lovituri de pedeapsă)
Namibia: 1. Kees Lensing, 2. Johannes Meyer, 3. Neil du Toit, 4. Heino Senekal, 5. Eben Isaacs, 6. Schalk van der Merwe, 7. Wolfie Duvenhage, 8. Sean Furter, 9. Neil Swanepoel, 10. Morne Schreuder, 11. Rudi van Vuuren, 12. Emile Wessels, 13. Du Preez Grobler, 14. Deon Mouton, 15. Ronaldo Pedro. Au mai jucat: Cor Van Tonder, Andries Blaauw, Herman Lintvelt, Jurgens van Lill, Vincent Dreyer, Deon Grunschloss, Corne Powell. Au marcat: Eben Isaacs (eseu), Emile Wessels (transformare)
Amintiri jucători:
„Romeo Gontineac: “2003 putea aduce cea mai bună Cupa Mondială pentru România dacă nu erau mulți jucători accidentați.  Începusem să jucăm după un sistem de joc! Conducerea nouă a federației, cu Octavian Morariu, George Straton și noul staff tehnic - Bernard Charreyre - Harry Dumitraș - George Sava, a dat României oportunitatea de a progresa în rugby: disciplină, respect  față de sine și față de acest sport!! Personal cred ca a fost o Cupa Mondială reușita (exceptie  meciul cu Australia). Să nu uitam meciul de deschidere al României, cel cu Irlanda, când O’Driscoll  și compania, nu știau ce se întamplă (2 eseuri ale României refuzate și 2 eseuri ale Irlandei facute cadou), o lume întreagă a spus: “Ce meci!! Ce echipa a României!!” ....... Am avut apoi o cădere fizică și psihică la urmatoarele două meciuri după care am depășit fără probleme Namibia! Am avut un grup solidar și prieten, alături de jucători și antrenori am muncit enorm. Ce satisfactie de jucator si capitan am putut avea, conducând România la Cupa Mondială!!  Sper și cred că  și la Cupa Mondială 2007 voi putea retrăi momete de neuitat. Cred că valoarea jucătorilor români trebuie cautată în interiorul lor!””
„Lucian Sîrbu: “Pentru mine Cupa Mondială Australia 2003 a reprezentat dintre cele mai frumoase perioade din viața mea, din mai multe motive. În primul rand , din punct de vedere geografic am rămas impresionat de continentul australian și pot spune că mi-ar plăcea foarte mult să trăiesc acolo. În al doilea rand atmosfera din jurul Cupei Mondiale a fost de vis. Faptul că am petrecut o mare perioadă de timp împreună cu echipa ne-a făcut să legăm între noi prietenii extraordinare, care vor ține o viață de om. Pe stadioane a fost o organizare extraordinară, din toate punctele de vedere. E greu să descriu toate emoțiile pe care le-am trăit, dar sunt două momente speciale pentru mine : aniversarea zilei mele de naștere alături de colegii mei și al doilea, eseul pe care l-am marcat contra Namibiei.””

## Cupa Mondială de Rugby din 2007

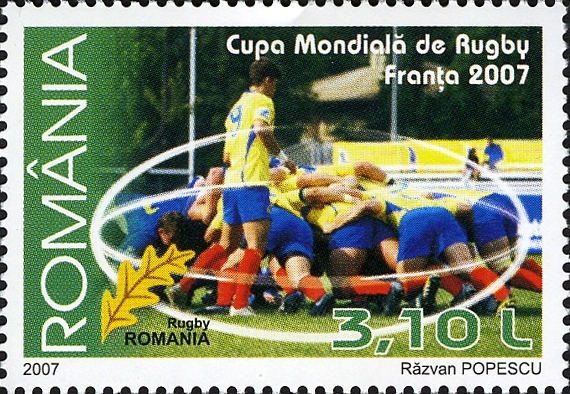
Grămada ordonată românească la CM din 2007 pe un timbru emis de Poșta Română

- Linia I: Petru Bălan (Biarritz), Bogdan Bălan (Montauban), Cezar Popescu (Agen), Petrișor Toderasc (Brive), Silviu Florea (Béziers)
- Taloneri: Marius Tincu (Perpignan), Răzvan Mavrodin (Pau)
- Linia a II-a: Sorin Socol (Pau), Cristian Petre (Béziers), Valentin Ursache (Arad), Augustin Petrichei (Béziers)
- Linia a III-a: Ovidiu Tonița (Perpignan), Florin Corodeanu (Grenoble), Alexandru Manta (Castres), Alexandru Tudori (Dinamo), Cosmin Rațiu (Dinamo)
- Mijlocaș la grămadă: Valentin Calafeteanu (Dinamo), Lucian Sîrbu (Béziers)
- Mijlocaș la deschidere: Ionut Dimofte (Arad), Dănuț Dumbrava (Steaua)
- Centri: Romeo Gontineac (Aurillac), Csaba Gál (Universitatea Cluj), Dan Vlad (Steaua), Ionuț Tofan (Limoges)
- Aripi: Cătălin Fercu (Arad), Ioan Teodorescu (Arad), Gabriel Brezoianu (Bordeaux), Catalin Nicolae (Dinamo)
- Fundași: Iulian Dumitraș (Pau), Florin Vlaicu (Steaua),

Antrenor: Daniel Santamans

## Cupa Mondială de Rugby din 2011
Antrenori: Romeo Gontineac, Steve McDowall

## Cupa Mondială de Rugby din 2015
Antrenor: Lynn Howells